# Vic Wilson
Vic Wilson (n. 14 aprilie 1931 – d. 14 ianuarie 2001) a fost un pilot englez de Formula 1 care a evoluat în Campionatul Mondial în 1960 și 1966.